# 고성희
고성희(1990년 6월 21일 ~ )는 한국의 배우이다. 그녀는 외교부 교수인 아버지로 인해 미국에서 태어나 자랐으며, 미국과 한국 이중국적을 갖고 있다. 영어와 일본어 등에 능통하다. 2013년 2월 영화 분노의 윤리학으로 데뷔하였고, 같은 해 10월에 배우 하정우의 감독 데뷔작인 영화 《롤러코스터》에서 한국말에 서투른 일본인 승무원 '미나미토' 역을 연기하며 주목을 받았다. 2013년 12월에는 MBC 수목드라마 《미스코리아》에서 주인공 이연희의 라이벌 '김재희' 역을 맡아 주연급으로 성장하였다.

## 학력
- 경기여자고등학교
- 성균관대학교 연기예술학과

## 연기 활동

### 드라마
- 2013년 MBC 수목 미니시리즈 《미스코리아》 ... 김재희 역
- 2014년 MBC 월화 특별기획 드라마 《야경꾼 일지》 ... 도하 역
- 2015년 KBS2 금요 미니시리즈 《스파이》 ... 이윤진 역
- 2015년 OCN 토일 미니시리즈 《아름다운 나의 신부》 ... 윤주영 / 윤주희 역
- 2016년 SBS 드라마스페셜 《질투의 화신》 ... 홍수영 역
- 2017년 SBS 드라마스페셜 《당신이 잠든 사이에》 ... 신희민 역
- 2018년 tvN 수목 미니시리즈 《마더》 ... 신자영 역
- 2018년 KBS2 수목 미니시리즈 《슈츠》 ... 김지나 역
- 2018년 SBS 토요 미니시리즈 《미스 마 - 복수의 여신》 ... 서은지 역
- 2020년 넷플릭스 12부작 오리지널 드라마 《나 홀로 그대》 ... 소연 역
- 2020년 TV조선 주말 특별기획 드라마 《바람과 구름과 비》 ... 이봉련 역
- 2022년 Seezn 미니시리즈 《가우스전자》 ... 차나래 역

### 영화
| 연도 | 제목              | 역할            | 비고 |
| ---- | ----------------- | --------------- | ---- |
| 2013 | 《분노의 윤리학》 | 김진아          |      |
| 2013 | 《롤러코스터》    | 미나미토 승무원 |      |
| 2019 | 《어쩌다, 결혼》  | 박해주          |      |
| 2021 | 《해피 뉴 이어》  | 영주            |      |

## 방송
- 2009년 엘르TV 《스타일 스튜디오》
- 2017년 SBS 《런닝맨》- 377회 (11월 19일 방송 게스트 with 김세정, 김지민, 임세미)

## 광고
- 스카이 - 프레스토
- 에비수
- 아모레퍼시픽 - 라네즈

## 수상 및 후보
| 연도 | 시상식                         | 부문                           | 작품                    | 결과 |
| ---- | ------------------------------ | ------------------------------ | ----------------------- | ---- |
| 2014 | 제7회 코리아 드라마 어워즈     | 여자 신인연기상                | 미스코리아              | 후보 |
| 2014 | MBC 연기대상                   | 여자 신인연기상                | 미스코리아, 야경꾼 일지 | 수상 |
| 2017 | SBS 연기대상                   | 수목드라마부문 여자 우수연기상 | 당신이 잠든 사이에      | 후보 |
| 2018 | 제6회 아시아태평양 스타 어워즈 | 여자 연기상                    | 마더                    | 후보 |
| 2018 | 제2회 더 서울어워즈            | 드라마부문 여우조연상          | 마더, 슈츠              | 후보 |
| 2018 | SBS 연기대상                   | 여자 조연상                    | 미스 마 - 복수의 여신   | 후보 |
| 2018 | KBS 연기대상                   | 여자 조연상                    | 슈츠                    | 후보 |
| 2018 | 제13회 숨피 어워즈             | 최우수조연상 여자부문          | 당신이 잠든 사이에      | 후보 |